# Julià Riu i Serra
Julià Riu i Serra (Molins de Rey, 1921-Barcelona, 4 de febrero de 2006) fue un escultor español.

## Biografía

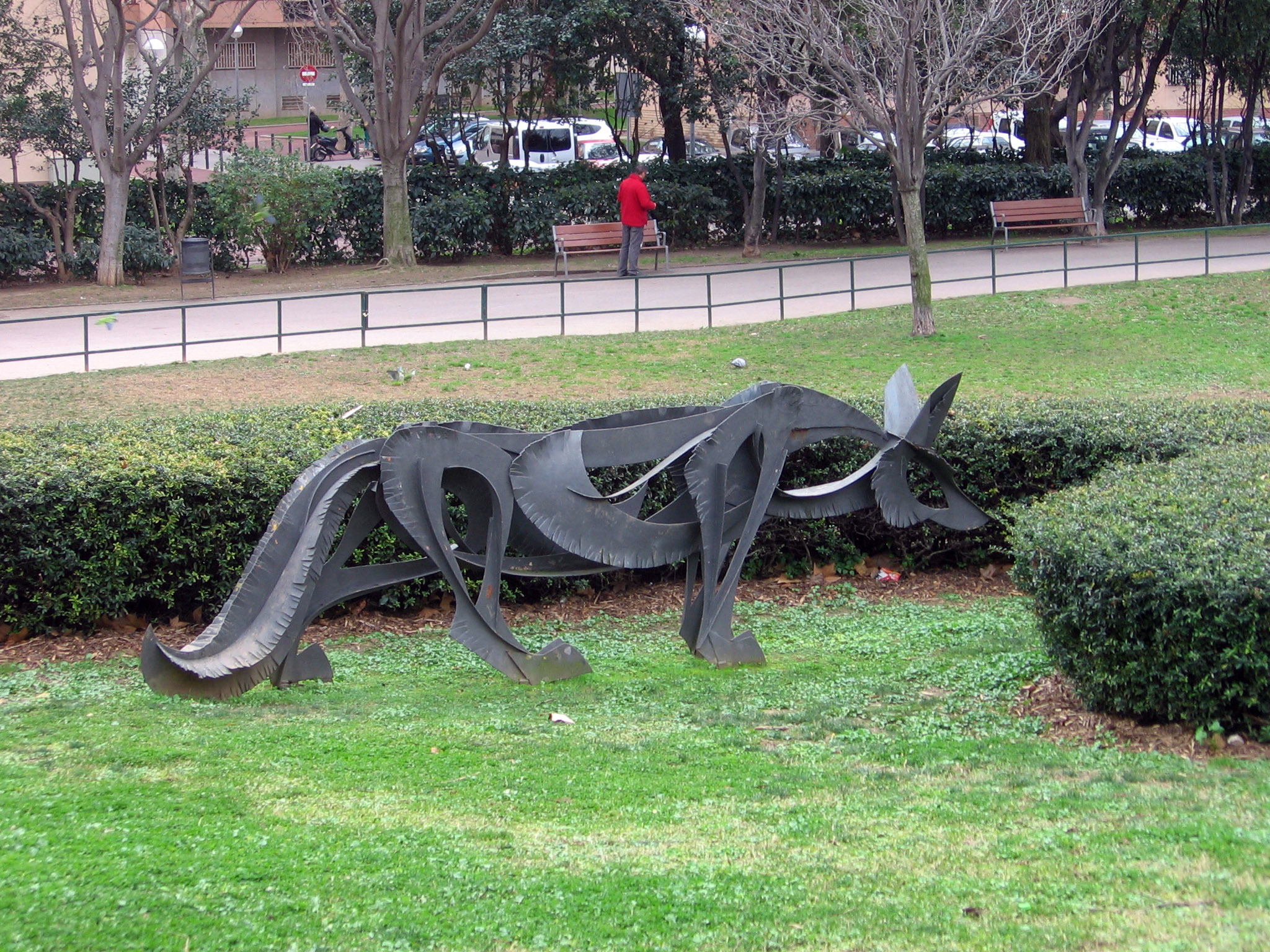
Zorra (1971), parque de la Guineueta.

Estudió en la Escuela Massana de Barcelona, donde posteriormente fue profesor, entre 1963 y 1985. En los años 1950 efectuó sus primeras exposiciones, en el Salón de Octubre, en la Exposición de Arte Religioso del FAD y en los Ciclos Experimentales de Arte Nuevo. Realizó su primera exposición individual en las galerías El Jardín, donde empezó a distanciarse del academicismo imperante en los primeros años del franquismo. Amplió estudios en París, gracias a una beca del Instituto Francés (1952). Además de escultor, se dedicó al grabado, la xilografía y la ilustración. Colaboró en publicaciones de tipo infantil y juvenil como Cavall Fort y Tretzevents, e ilustró varios cuentos de su mujer, la escritora Maria Rosa Barrera i Giralt.
Sus obras muestran una estilización de aspecto arcaico cercana a la abstracción, entre las que destacan varias obras de arte público en Barcelona: Monumento a Pío XII (1961), Plaza de Pío XII; Relojes de sol (1963), Jardines del Mirador del Alcalde; Zorra (1971), Parque de la Guineueta. Fuera de la ciudad realizó un Monumento a los ingenieros forestales, en Berga.